# چنار (شهربابک)
چنار، روستایی از توابع بخش مرکزی، شهرستان شهربابک در استان کرمان ایران است.

## جمعیت
این روستا در دهستان میمند قرار دارد و براساس سرشماری مرکز آمار ایران در سال ۱۳۹۵، جمعیت آن ۲۲۶ نفر (۷۳ خانوار) بوده‌است.